# Микола Немирович
Микола Немирович (пол. Mikołaj Niemirowicz; бл. 1400 — до 1489) — державний діяч Великого князівства Литовського, Руського, Жомойтського, намісник Вітебський (1463—1466, 1469—1470), Смоленський (1467), Любецький і Мценський (1467—1470), маршалок королівський (1471).

## Біографія
Представник литовського шляхетського роду Немировичі герба Яструбець. Син боярина Великого князівства Литовського і Руського Івана Немирі, конюшого Вітовта й намісника полоцького, та його дружини Ганни. Брати — Андрій, Ян та Федір Немировичі.
Навчався у Краківському університеті (1412). Як і його брат Андрій, Микола Немирович підтримував Сигізмунда Кейстутовича у міжусобній боротьбі великокнязівську владу зі Свидригайлом Ольгердовичем.
В 1440 після загибелі великого князя литовського Сигізмунда Кейстутовича, Микола Немирович відіграв значну роль у запрошенні на литовсько-руський престол польського королевича Казимира Ягеллончика. Він користувався високою довірою нового великого князя, за що той наділив його великими маєтками, у тому числі в 1445 завітав йому Несвіж.
Навесні 1445 року Микола Немирович разом із Радзивіллом Остиковичем, Андрієм Саковичем та Захарієм Івановичем Кошкіним взяв участь у військовому поході на московські міста Козельськ, Можайськ та Верею. В 1455 він разом з литовськими панами брав участь в експедиції на Калугу. У 1456 році Миколу Немировича відправили до Польщі до короля Казимира Ягеллончика з литовськими вимогами, повідомивши королю в Ленчиці небажання литовсько-руських магнатів брати участь у польсько-тевтонській війні.
Як маршалка королівського разом із воєводою трокським Радзивіллом Остиковичем та намісником полоцьким Богданом Саковичем брав участь у 1471 році у мирних переговорах з Псковською республікою.
Він помер бездітним між 1471 та 1489 роками.

## Майно
Микола Немирович отримав численні маєтки від Сигізмунда Кейстутовича (зокрема Лунін та Лунинець) від Казимира Ягеллончика (зокрема 1445 року Несвіж). Він мав багато маєтків, у тому числі Рудники, Лужиці, Тугановичі, Жуховичі, Малешеве. Дідич Уселюба та Ішколдя.
Засновник кам'яного костелу Святої Трійці в Ішколді, одного з найстаріших (разом із костелом у Вселюбі) костелів у Білорусі, що збереглися до нашого часу. Документ на будівництво костел був виданий Миколою Немировичем 16 листопада 1449 року. Також Микола Немирович заснував та також обдарував костел у Несвіжі.
У 1471 році Микола Немирович заповідав село Ішколдь з навколишніми селами у довічне володіння своїй дружині Ельжбеті, після якої вони мали відійти заснованому ним Троїцькому костелу в Ішколді.
Після смерті його самого Несвіж повернувся у великокнязівський домен, а Уселюб та інші маєтки успадкували його племінники.